# Eleições estaduais em Pernambuco em 1982
As eleições estaduais em Pernambuco em 1982 ocorreram em 15 de novembro sob regras como voto vinculado, sublegendas e proibição de coligações partidárias a exemplo do ocorrido nos demais estados brasileiros. Neste dia o PDS elegeu o governador Roberto Magalhães, o vice-governador Gustavo Krause, o senador Marco Maciel e fez as maiores bancadas entre os 26 deputados federais e 50 estaduais que foram eleitos.
Advogado formado pela Universidade Federal do Rio de Janeiro em 1957 com Doutorado na Universidade Federal de Pernambuco, Roberto Magalhães é potiguar de Canguaretama e ocuparia um cargo para o qual seu tio, Agamenon Magalhães, fora eleito em 1950. Professor do ensino superior, assessorou governadores como Cid Sampaio e Eraldo Gueiros antes de ingressar na ARENA e ser eleito indiretamente vice-governador em 1978 na chapa de Marco Maciel, a quem seguiu na filiação ao PDS. Com vistas ao pleito de 1982, ambos renunciaram aos mandatos e o Palácio do Campo das Princesas foi entregue a José Muniz Ramos, presidente da Assembleia Legislativa de Pernambuco, até que o próprio Roberto Magalhães foi eleito governador no mesmo ano. Apoiou a eleição de Tancredo Neves para presidente da República em 1985 e com a morte deste antes da posse hipotecou apoio a José Sarney e ingressou no PFL, agremiação pela qual disputou um mandato de senador em 1986.
Nascido em Vitória de Santo Antão e formado pela Universidade Federal de Pernambuco em 1968, o advogado Gustavo Krause foi nomeado auditor do tesouro estadual em 1970. Oficial de gabinete de seu tio, Moura Cavalcanti, quando este era secretário de Administração de Paulo Guerra, seguiu próximo ao tio e foi seu chefe de gabinete no Ministério da Agricultura e quando Moura Cavalcanti chegou ao governo pernambucano em 1975, Krause assumiu o cargo de secretário de Fazenda. Após filiar-se à ARENA, foi nomeado prefeito do Recife pelo governador Marco Maciel, assumiu o cargo em 23 de março de 1979 e nele permaneceu até 1982, meses antes de eleger-se vice-governador pelo PDS. Quando o titular renunciou ao governo estadual em 1986, Gustavo Krause assumiu o poder sob a legenda do PFL.
Por fim tivemos a vitória do advogado Marco Maciel. Natural do Recife, presidiu a União dos Estudantes de Pernambuco e formou-se em 1963 na Universidade Federal de Pernambuco. Assessor do governador Paulo Guerra, ingressou na ARENA e foi eleito sucessivamente deputado estadual em 1966 e deputado federal em 1970 e 1974. Ocupava a presidência da Câmara dos Deputados em 1977 quando o governo Ernesto Geisel outorgou o Pacote de Abril e em 1978 foi escolhido governador de Pernambuco migrando para o PDS no curso do mandato e por esta agremiação elegeu-se senador em 1982. Prócer da Nova República, está entre os fundadores do PFL.

## Resultado da eleição para governador
Segundo o Tribunal Superior Eleitoral houve 154.406	votos em branco (7,91%) e 57.052 votos nulos (2,92%), calculados sobre o comparecimento de 1.953.216 eleitores.
| Candidatos a governador do estado | Candidatos a vice-governador | Número | Coligação            | Votação | Percentual |
| --------------------------------- | ---------------------------- | ------ | -------------------- | ------- | ---------- |
| Roberto Magalhães PDS             | Gustavo Krause PDS           | 1      | PDS (sem coligação)  | 913.774 | 52,46%     |
| Marcos Freire PMDB                | Fernando Coelho PMDB         | 5      | PMDB (sem coligação) | 816.085 | 46,86%     |
| Antônio Melo Costa PTB            | Hélio Seixas PTB             | 4      | PTB (sem coligação)  | 7.872   | 0,45%      |
| Manoel da Conceição Santos PT     | Antônio Rios PT              | 3      | PT (sem coligação)   | 4.027   | 0,23%      |
| Fontes:                           |                              |        |                      |         |            |

## Resultado da eleição para senador
Segundo o Tribunal Superior Eleitoral houve 163.912 votos em branco (8,39%) e 63.304 votos nulos (3,24%), calculados sobre o comparecimento de 1.953.216 eleitores.
| Candidatos a senador da República | Candidatos a suplente de senador                             | Número | Coligação            | Votação | Percentual |
| --------------------------------- | ------------------------------------------------------------ | ------ | -------------------- | ------- | ---------- |
| Marco Maciel PDS                  | Nivaldo Machado PDS Waldomiro Barros Costa PDS               | 10     | PDS (sem coligação)  | 926.771 | 53,69%     |
| Cid Sampaio PMDB                  | Salviano Machado PMDB Guilherme Robalinho PMDB               | 50     | PMDB (sem coligação) | 788.191 | 45,67%     |
| Hélio Nunes da Silva PTB          | Sebastião Lobo de Oliveira PTB Sebastião Amaro da Silva PTB  | 40     | PTB (sem coligação)  | 7.061   | 0,41%      |
| Bruno Maranhão PT                 | João José da Silva PT Eduardo Magalhães da Silveira Filho PT | 30     | PT (sem coligação)   | 3.977   | 0,23%      |
| Fontes:                           |                                                              |        |                      |         |            |

## Deputados federais eleitos
São relacionados os candidatos eleitos com informações complementares da Câmara dos Deputados.

Representação eleita
  PDS: 14
  PMDB: 12

| Deputados federais eleitos | Partido | Votação | Percentual | Cidade onde nasceu      | Unidade federativa |
| Miguel Arraes              | PMDB    | 191.471 |            | Araripe                 | Ceará              |
| Jarbas Vasconcelos         | PMDB    | 172.004 |            | Vicência                | Pernambuco         |
| Antônio Farias             | PDS     | 83.202  |            | Surubim                 | Pernambuco         |
| José Jorge                 | PDS     | 70.802  |            | Recife                  | Pernambuco         |
| Ricardo Fiúza              | PDS     | 63.188  |            | Fortaleza               | Ceará              |
| Osvaldo Coelho             | PDS     | 62.090  |            | Juazeiro                | Bahia              |
| José Moura                 | PDS     | 59.735  |            | Recife                  | Pernambuco         |
| Nilson Gibson              | PDS     | 57.445  |            | Recife                  | Pernambuco         |
| José Mendonça Bezerra      | PDS     | 54.851  |            | Belo Jardim             | Pernambuco         |
| Inocêncio Oliveira         | PDS     | 54.848  |            | Serra Talhada           | Pernambuco         |
| Pedro Corrêa               | PDS     | 54.716  |            | Rio de Janeiro          | Rio de Janeiro     |
| Gonzaga Vasconcelos        | PDS     | 53.252  |            | Surubim                 | Pernambuco         |
| Thales Ramalho             | PDS     | 51.609  |            | João Pessoa             | Paraíba            |
| Geraldo Melo               | PDS     | 43.645  |            | Jaboatão dos Guararapes | Pernambuco         |
| João Carlos de Carli       | PDS     | 39.292  |            | Rio de Janeiro          | Rio de Janeiro     |
| Josias Leite               | PDS     | 38.789  |            | São José do Egito       | Pernambuco         |
| Fernando Lyra              | PMDB    | 36.638  |            | Recife                  | Pernambuco         |
| Carlos Wilson              | PMDB    | 35.359  |            | Recife                  | Pernambuco         |
| Mansueto de Lavor          | PMDB    | 30.668  |            | Barbalha                | Ceará              |
| Arnaldo Maciel             | PMDB    | 28.918  |            | Belo Jardim             | Pernambuco         |
| Egídio Ferreira Lima       | PMDB    | 28.650  |            | Timbaúba                | Pernambuco         |
| José Carlos Vasconcelos    | PMDB    | 28.451  |            | Recife                  | Pernambuco         |
| Cristina Tavares           | PMDB    | 27.963  |            | Garanhuns               | Pernambuco         |
| Roberto Freire             | PMDB    | 27.402  |            | Recife                  | Pernambuco         |
| Sérgio Murilo              | PMDB    | 26.680  |            | Carpina                 | Pernambuco         |
| Osvaldo Lima Filho         | PMDB    | 24.128  |            | Cabo de Santo Agostinho | Pernambuco         |

## Deputados estaduais eleitos
Das cinquenta cadeiras da Assembleia Legislativa de Pernambuco o PDS levou vinte e oito e o PMDB vinte e dois.

Representação eleita
  PDS: 28
  PMDB: 22

Fonteː
| Deputados estaduais eleitos     | Partido | Votação | Percentual | Cidade onde nasceu      | Unidade federativa  |
| Manoel Ramos de Almeida         | PDS     | 64.514  |            | Panelas                 | Pernambuco          |
| Clodoaldo Torres                | PMDB    | 50.555  |            | Bom Jardim              | Pernambuco          |
| Marcus Cunha                    | PMDB    | 43.662  |            | Bezerros                | Pernambuco          |
| Paulo Marques                   | PDS     | 40.410  |            | Carpina                 | Pernambuco          |
| Luís de Barros Freire Neto      | PMDB    | 37.270  |            | Recife                  | Pernambuco          |
| Joel de Holanda                 | PDS     | 34.138  |            | Arcoverde               | Pernambuco          |
| José Tinoco                     | PDS     | 32.838  |            | Recife                  | Pernambuco          |
| Eduardo Gomes da Silva          | PMDB    | 32.679  |            | São José do Egito       | Pernambuco          |
| Osvaldo Rabelo                  | PDS     | 32.414  |            | Goiana                  | Pernambuco          |
| Maviael Cavalcanti              | PDS     | 29.965  |            | Macaparana              | Pernambuco          |
| Ricardo José Dias Selva         | PMDB    | 29.879  |            | Afogados da Ingazeira   | Pernambuco          |
| Felipe Coelho                   | PDS     | 28.568  |            | Ouricuri                | Pernambuco          |
| Harlan Gadelha                  | PMDB    | 27.962  |            | Goiana                  | Pernambuco          |
| Sérgio Guerra                   | PMDB    | 27.405  |            | Recife                  | Pernambuco          |
| Luís Heráclio do Rêgo Sobrinho  | PDS     | 26.738  |            | Limoeiro                | Pernambuco          |
| Fernando Bezerra Coelho         | PDS     | 26.543  |            | Petrolina               | Pernambuco          |
| Arthur Mello de Lima Cavalcanti | PMDB    | 26.360  |            | Recife                  | Pernambuco          |
| José Aglailson Queralvares      | PDS     | 25.477  |            | Vitória de Santo Antão  | Pernambuco          |
| Drayton Nejaim                  | PDS     | 24.164  |            | Caruaru                 | Pernambuco          |
| Argemiro Pereira de Menezes     | PDS     | 24.303  |            | Serra Talhada           | Pernambuco          |
| Roosevelt Gonçalves de Lima     | PDS     | 23.586  |            | Limoeiro                | Pernambuco          |
| Inaldo Ivo Lima                 | PMDB    | 22.966  |            | Angelim                 | Pernambuco          |
| Horácio Ferraz                  | PDS     | 22.915  |            | Floresta                | Pernambuco          |
| Torquato Ferreira Lima          | PMDB    | 22.626  |            | Nazaré da Mata          | Pernambuco          |
| Henrique José Queiroz Costa     | PDS     | 22.297  |            | Recife                  | Pernambuco          |
| Antônio Airton Benjamin         | PDS     | 22.105  |            | Olinda                  | Pernambuco          |
| Francisco Cintra Galvão         | PDS     | 21.054  |            | Belo Jardim             | Pernambuco          |
| Sérgio Longman                  | PMDB    | 21.052  |            | Recife                  | Pernambuco          |
| Leila Guimarães de Abreu        | PMDB    | 19.919  |            | Recife                  | Pernambuco          |
| Vital Cavalcanti Novaes         | PDS     | 19.718  |            | Escada                  | Pernambuco          |
| João Ferreira Lima              | PMDB    | 19.357  |            | Nazaré da Mata          | Pernambuco          |
| José Geraldo da Mota Barbosa    | PDS     | 18.448  |            | Surubim                 | Pernambuco          |
| Murilo Carneiro Leão Paraíso    | PMDB    | 18.343  |            | Recife                  | Pernambuco          |
| Severino Cavalcanti             | PDS     | 17.989  |            | João Alfredo            | Pernambuco          |
| Felix Cantalício Barreto Cabral | PDS     | 17.697  |            | Terra Nova              | Pernambuco          |
| João Lyra Filho                 | PMDB    | 17.385  |            | Lagoa dos Gatos         | Pernambuco          |
| Edgar Moury Fernandes Sobrinho  | PMDB    | 17.195  |            | Recife                  | Pernambuco          |
| José de Assis Pedrosa           | PMDB    | 16.600  |            | Limoeiro                | Pernambuco          |
| Severino Otávio Raposo Monteiro | PDS     | 16.552  |            | Bezerros                | Pernambuco          |
| Ivo Tinô do Amaral              | PDS     | 16.311  |            | Lajedo                  | Pernambuco          |
| José Liberato Barroso           | PDS     | 16.304  |            | Aracati                 | Pernambuco          |
| Newton D'Emery Carneiro         | PMDB    | 16.222  |            | Palmares                | Pernambuco          |
| Adalberto Farias Cabral         | PDS     | 16.099  |            | Surubim                 | Pernambuco          |
| José Luiz de Almeida Melo       | PDS     | 15.653  |            | Jaboatão dos Guararapes | Pernambuco          |
| Hugo Martins Gomes              | PMDB    | 15.611  |            | Cabo de Santo Agostinho | Pernambuco          |
| Carlos Porto de Barros          | PDS     | 15.566  |            | Canhotinho              | Pernambuco          |
| Gonzaga Patriota                | PMDB    | 15.278  |            | Sertânia                | Pernambuco          |
| Abelardo Ribeiro de Godoy       | PDS     | 15.120  |            | Serra Talhada           | Pernambuco          |
| Wilson Campos                   | PMDB    | 14.307  |            | Brejo da Madre de Deus  | Pernambuco          |
| Luciano Siqueira                | PMDB    | 13.866  |            | Natal                   | Rio Grande do Norte |